# 小花荛花
小花荛花（学名：Wikstroemia parviflora）为瑞香科荛花属下的一个种。其种加词“parviflora”意为“小花的”。
现接受名为小花荛花（Wikstroemia sinoparviflora Yin Z.Wang & M.G.Gilbert, 2007）。